# Costa's kolibrie
De Costa's kolibrie (Calypte costae) is een vogel uit de familie Trochilidae (kolibries). De vogel werd in 1839 door de Franse vogelkundige Jules Bourcier geldig beschreven en vernoemd naar de Franse staatsman en amateur-natuuronderzoeker Pantaléon Costa de Beauregard (1806 – 1864).

## Verspreiding en leefgebied
Deze soort komt voor in de zuidwestelijke Verenigde Staten en noordwestelijk Mexico.

## Status
De grootte van de populatie is in 2019 geschat op 3,4 miljoen volwassen vogels. Op de Rode lijst van de IUCN heeft deze soort de status niet bedreigd.  